# 舒桥乡
舒桥乡，是中华人民共和国浙江省丽水市青田县下辖的一个乡镇级行政单位。

## 行政区划
舒桥乡下辖以下地区：
舒桥村、章岙村、交垟村、罗西村、古竹村、古竹岙村、高茂村、根山村、箬鸟村、沙坑村、西武头村、阮坑村、叶村、叶店村、夫人山村、陈山村、大弄底村、王岙村、蔡坑村、章巷村、道彭村和章杉村。